# Sanja Jovanović
Pour les articles homonymes, voir Jovanović.
Sanja Jovanović, née le 15 septembre 1986 à Dubrovnik, est une nageuse croate spécialiste du dos crawlé. 
En 2004, elle participe aux Jeux olympiques d'Athènes mais ne parvient pas à dépasser le cap des séries éliminatoires sur 100 m dos et des demi-finales sur 200 m dos. Quelques mois plus tôt, la Croate décrochait sa première médaille internationale en senior grâce à une troisième place obtenue sur 200 m dos lors des Championnats d'Europe de Madrid.
La dossiste franchit un palier fin 2007 en remportant un premier titre européen en petit bassin sur 50 m dos en battant le record du monde de l'épreuve jusque-là détenu par la Chinoise Li Hui. La nageuse enlève également la médaille d'argent sur le 100 m dos derrière la Française Laure Manaudou.

## Palmarès

### Championnats du monde

#### Petit bassin
- Championnats du monde en petit bassin 2008 à Manchester (Royaume-Uni) :
  -  Médaille d'or du 50 m dos (26 s 37 - record du monde).
  -  Médaille de bronze du 100 m dos (57 s 80).

### Championnats d'Europe

#### Grand bassin
- Championnats d'Europe 2004 à Madrid (Espagne) :
  -  Médaille de bronze du 200 m dos.

- Championnats d'Europe 2008 à Eindhoven (Pays-Bas) :
  -  Médaille de bronze du 50 m dos (28 s 17).

- Championnats d'Europe 2012 à Debrecen (Hongrie) :
  -  Médaille d'argent du 50 m dos (28 s 31).

#### Petit bassin
- Championnats d'Europe en petit bassin 2007 à Debrecen (Hongrie) :
  -  Médaille d'or du 50 m dos (26 s 50 - record du monde).
  -  Médaille d'argent du 100 m dos (57 s 94).

- Championnats d'Europe en petit bassin 2008 à Rijeka (Croatie) :
  -  Médaille d'or du 50 m dos (26 s 23 - record du monde).
  -  Médaille d'or du 100 m dos (56 s 87)

- Championnats d'Europe en petit bassin 2009 à Istanbul (Turquie) :
  -  Médaille d'or du 50 m dos (25 s 70 - record du monde).
  -  Médaille d'argent du 100 m dos (56 s 93).

- Championnats d'Europe en petit bassin 2010 à Eindhoven (Pays-Bas) :
  -  Médaille d'or du 50 m dos (27 s 10).

- Championnats d'Europe en petit bassin 2015 à Netanya (Israël) :
  -  Médaille de bronze du 50 m dos (26 s 45).